# Cophixalus tridactylus
Cophixalus tridactylus es una especie de anfibio anuro de la familia Microhylidae.

## Distribución geográfica
Esta especie es endémica de la provincia indonesia de Papua en Nueva Guinea Occidental. Es conocido solo en las montañas Wondiwoi, en la península de Wandammen. Está presente entre los 400 y 800 m de altitud.

## Publicación original
- Günther, 2006 : Two new tiny Cophixalus species with reduced thumbs from the west of New Guinea. Herpetozoa, vol. 19, p. 59-75.[6]